# Dampierre (Haute-Marne)
Dampierre je francouzská obec v departementu Haute-Marne v regionu Grand Est. V roce 2013 zde žilo 390 obyvatel.

## Poloha
Sousední obce jsou: Frécourt, Changey, Chauffourt, Neuilly-l'Évêque, Poinson-lès-Nogent, Rolampont a Vitry-lès-Nogent.

## Vývoj počtu obyvatel
Počet obyvatel